# Strongylodemas breviceps
Strongylodemas breviceps är en insektsart som beskrevs av Ronald Gordon Fennah 1962. Strongylodemas breviceps ingår i släktet Strongylodemas och familjen Dictyopharidae. Inga underarter finns listade i Catalogue of Life.